# Violet
『violet』（ヴァイオレット）は、marbleの6作目のシングル。

## 概要
- 表題曲「violet」のPVは、タイアップとなる『うみものがたり 〜あなたがいてくれたコト〜』の公式サイトにて公開されている。

## 収録曲
1. violet
  - 作詞：micco、作曲・編曲：菊地達也
  - テレビアニメ『うみものがたり 〜あなたがいてくれたコト〜』オープニングテーマ
2. 時の華
  - 作詞：micco、作曲・編曲：菊地達也
  - テレビアニメ『うみものがたり 〜あなたがいてくれたコト〜』挿入歌
3. 宝石
  - 作詞・作曲：micco、編曲：菊地達也
  - テレビアニメ『うみものがたり 〜あなたがいてくれたコト〜』エンディングテーマ(TV未放送の第13話[1])
4. violet（instrumental）
5. 時の華（instrumental）
6. 宝石（instrumental）